# أنتوني تاوجوردو
أنتوني تاوجوردو (بالفرنسية: Anthony Taugourdeau)‏ (3 يونيو 1989 بفرنسا - ) هو لاعب كرة قدم فرنسي في مركز الوسط. لعب مع نادي بيزا ونادي كاربي ونادي براتو وUC AlbinoLeffe ‏.

## روابط خارجية
- أنتوني تاوجوردو على موقع قاعدة بيانات كرة القدم.إي يو (الإنجليزية)
- أنتوني تاوجوردو على موقع Soccerway.com (الإنجليزية)